# Caravan (banda inglesa)
Caravan es una banda inglesa del área de Canterbury, fundada por algunos de los miembros del grupo Wilde Flowers: Dave Sinclair, Richard Sinclair, Pye Hastings y Richard Coughlan. Caravan alcanzó el éxito durante los años que van de 1968 a los primeros 70 como parte de la escena de Canterbury, combinando el rock psicodélico y el jazz en un sonido propio, cercano al de sus coetáneos Soft Machine. Caravan sigue en activo de la mano del guitarrista Pye Hastings, único miembro que queda de la formación original. 

## Biografía

### Inicios 1968-72
Tras la disolución de su banda anterior, Wilde Flowers, Dave Sinclair, Richard Sinclair, Pye Hastings y Richard Coughlan formaron Caravan en 1968. Más tarde se une el hermano de Hastings,  Jimmy,  saxos y flauta,  que ha estado en numerosas grabaciones del grupo e incluso en giras.
Fueron la primera banda inglesa que firmó para un sello estadounidense, Verve Records, que editó ese año su primer disco, homónimo. Al poco tiempo, Verve cerró su apartado de música rock y pop, lo que obligó a Caravan a cambiarse a Decca Records para editar en 1970 su segundo disco, If I Could Do It All Over Again, I'd Do It All Over You. El grupo apareció en el programa Top of the Tops interpretando la canción que da título al LP. En 1971, Caravan editó en Deram (el sello de Decca especializado en rock progresivo) su tercer disco, In the Land of Grey and Pink. 
Dave Sinclair abandonó a continuación el grupo y fue reemplazado por el también teclista Steve Miller, que aportó una mayor influencia jazzística, claramente perceptible en el siguiente disco de la banda, Waterloo Lily (1972), que fue recibido con cierta frialdad. 

### La llegada de Geoffrey Richardson y formación de quinteto 1973-77
El grupo se separó al poco tiempo, quedando reducido al dúo formado por Hastings and Coughlan. Estos reclutaron tres nuevos miembros: Geoffrey Richardson (intérprete de viola), el bajista Stu Evans y el teclista Derek Austin. La nueva formación dio numerosos conciertos pero no realizó grabaciones. 
En 1973, Evans fue reemplazado por John Perry y Dave Sinclair regresó al grupo. Su siguiente álbum, For Girls Who Grow Plump in the Night (1973) se considera una de sus obras más logradas. Con esta formación grabaron el fabuloso álbum en vivo Caravan with the New Synphonia en el Teatro Drury Lane en el Covent Garden de Londres con la participación de una Orquesta dirigida por Martín Ford y que entre sus filas estaban músicos como Gavin Bright,  Simon Jeffes o Morris Pert entre otros.
Perry abandonó poco después el grupo y fue reemplazado por Mike Wedgwood.
La presencia del grupo en las listas de ventas del Reino Unido y EE. UU. fue mínima. Su disco Cunning Stunts alcanzó el puesto 124 en la lista estadounidense y 50 en Reino Unido.
Tras esa grabación nuevamente David Sinclair abandona el grupo y es sustituido por Jan Schelhass con quien graban los dos siguientes álbumes Blind Dog at St. Dunstan's y Better by Far,   este último producido por Tony Visconti. 
En 1977  Richard Sinclair retorna para grabar un nuevo disco que queda sin editado debido a problemas con la compañía discográfica. Finalmente en 1994 salió al mercado como Cool Water aunque sólo con las canciones escritas por Pye Hastings,  quedando fuera las de Richard Sinclair. Pye Hastings en esa época de 1977-78 estuvo grabando lo que debería haber sido un disco en solitario con músicos como Ian Mosley (posteriormente en Marillion)  y Jon Gustafson (Ian Gillan Band, Roxy Music, etc).
Mientras tanto el resto de los músicos,  Jan Schelhass y David Sinclair se unen a Richard Sinclair que por entonces ya estaba en Camel y giran y graban con la banda de Andy Latimer. Geoffrey Richardson se une a la Penguin Cafe Orchestra.

### Años ochenta
En 1980 Caravan retoma las grabaciones y la actividad y graban The Album con una formación que incluye a Dek Messecar al bajo y voces, David Sinclair,  teclados; Richard Coughlan,  batería; Geoff Richardson,  viola,  guitarras, voz y flauta;  y Pye Hastings guitarra y voz. El sencillo extraído "Heartbreaker" devolvió al grupo a las listas en Reino Unido y tuvo algunas apariciones televisivas como en Francia. Aunque esta formación duró poco tiempo ya que en 1982 el grupo se reestructura nuevamente con la formación original y graban en hermoso Back to Front con la incorporación de Mel Collins al saxo.

### Retorno a la actividad 1995
A partir de esa época el grupo entra en un largo periodo de letargo solo interrumpido por alguna actuación esporádica en Televisión hasta su retorno en 1995 con la sustitución de Jim Liverton por Sinclair al bajo y el retorno de Geoffrey Richardson. Juntos graban el fantástico álbum The Battle of Hastings. 
Por esta época además graban nuevamente en estudio una revisión actualizada de varias canciones de sus primeros discos bajo el título de "All Over You ", repitiendo de manera acertada en 1999 con otro título llamado "All Over You...Too" incluyendo esta vez temas de los discos de la segunda mitad de los setenta. 
Desde esta nueva etapa,  Caravan ha estado funcionando de manera regular bajo la batuta de su guitarrista Pye Hastings que tras el fallecimiento en 2013 de Richard Coughlan, es el único miembro que queda de la formación original.
David Sinclair mantiene una carrera en solitario de manera intermitente y Richard Sinclair vive en Italia donde toca con grupos de la zona donde reside.
El último álbum de Caravan sale en 2014 bajo el título de Paradise Filter.
Caravan durante todo está larga carrera se ha convertido en un de los referentes del Canterbury Sound y mantiene una buena base de seguidores alrededor del globo. Su disco más conocido es In The Land Of Grey And Pink (1971). De él se ha escrito que «demuestra un agudo sentido de la melodía, un ingenio sutilmente cómico y una mezcla seductoramente suave de rock duro, folk, música clásica y jazz, en la que se entremezclan elementos de fantasía tolkieniana».  Prolífica e inventiva, la riqueza de ideas de la banda no produjo sencillos accesibles, aptos para la radio. Las reediciones de sus discos en el siglo XXI aportan largas piezas inéditas, que a pesar de su calidad no llegaron a integrarse en sus álbumes de los 70.

## Discografía

### Álbumes de estudio
- Caravan (1968)
- If I Could Do It All Over Again, I'd Do It All Over You (1970)
- In The Land Of Grey And Pink (1971)
- Waterloo Lily (1972)
- For Girls Who Grow Plump in the Night (1973)
- Cunning Stunts (1975)
- Blind Dog at St. Dunstans (1976)
- Better by Far (1977)
- The Album (1980)
- Back to Front (1982)
- Cool Water (1994)
- The Battle of Hastings (1995)
- All Over You (1996)
- All Over You...Too (2000)
- The Unauthorised Breakfast Item (2003)
- The Back Catalogue Songs (2013)
- Paradise Filter (2013)
- It’s None Of Your Business (2021)

### En vivo
- Caravan and the New Symphonia (1974)
- BBC Radio 1 Live in Concert (1991)
- Live in Holland: Back on the Tracks (1992)
- Live 1990 (1992)
- Songs for Oblivion Fishermen (1998)
- Ether Way (1998)
- Live: Canterbury Comes to London (1999)
- Surprise Supplies (1999)
- Bedrock in Concert (2002)
- Green Bottles for Marjorie: The Lost BBC Sessions (2002)
- Live at the Fairfield Halls, 1974 (2002)
- A Night's Tale (2003)
- Nowhere to Hide (2003)
- With Strings Attached (2003)
- The Show of Our Lives – Caravan at the BBC 1968–1975 (2007)